# حكايات من التراث الشعبي (مسلسل)
حكايات من التراث الشعبي، مسلسل كويتي أنتج وعرض بعام 1995. أعد القصص منيرة الفارس وسميح القلاف وقام بإعدادها وكتابه السيناريو والحوار نورة خالد العتال، وأخرجها كاظم القلاف.

## قصة المسلسل
تدور أحداث المسلسل حول الجد الذي يقوم بقصص قصص على أحفاده وهي قصص مأخوذه من التراث الكويتي والعربي.

## الفنانون المشاركون
- محمد المنيع .. في دور الجد.
- محمد إبراهيم .. في دور الحفيد سالم.
- أفراح العيدان .. في دور الحفيدة دلال.

### القصص والفنانون المشاركون بكل قصة
| عنوان القصة                       | عدد حلقاتها | بطولة القصة |
| --------------------------------- | ----------- | --- |
| حسنة ويوسف                        | 4           | أحمد الصالح، مريم الصالح، عبد الرحمن العقل، باسمة حمادة، عبد الله غلوم، شايع الشايع، عبد الناصر الزاير، سماح، محمد دحام، رشا البلوشي، مدينة عبد الله، نبيلة العلي، باسل الدوسري، فايز العامر، جاسم الصالح، عادل اليحيى، أحمد الهزيم |
| زهران البخيل                      | 1           | أحمد الصالح، جاسم الصالح، نبيلة العلي، أحمد الهزيم، مدينة عبد الله، فايز العامر |
| بر الوالدين                       | 1           | مريم الصالح، عبد الرحمن العقل، باسمة حمادة، رشا البلوشي، عادل اليحيى |
| اللي تمنوا                        | 1           | عبد الله غلوم، شايع الشايع، فايز العامر، أحمد الصالح، باسمة حمادة، عبد الرزاق خلف |
| الكنة الجوعانة                    | 1           | باسمة حمادة، مريم الصالح، علي البريكي، مدينة عبد الله، رشا البلوشي، نبيلة العلي، هدى أحمد، عبد الناصر الزاير، حسين نصير |
| الحطاب                            | 1           | أحمد الصالح، سماح، فيصل المسفر، رشا البلوشي، نبيلة العلي، هدى أحمد، حسين نصير |
| بغتها طرب صارت نشب                | 1           | علي البريكي، مريم الصالح، باسمة حمادة، جاسم الصالح، مدينة عبد الله، نبيلة العلي |
| سيسي الساس وأنا أبني القصر        | 2           | باسمة حمادة، نبيلة العلي، أحمد الصالح، عبد الله غلوم، أحمد الهزيم، شايع الشايع، حسين نصير |
| مي ومايجة                         | 1           | مريم الصالح، باسمة حمادة، سماح، هيا الشعيبي، عادل اليحيى، رشا البلوشي، نبيلة العلي |
| بنت راعي الباجلة                  | 1           | عبد الرحمن العقل، باسمة حمادة، عادل اليحيى، أحمد الهزيم، فيصل المسفر |
| عين تضحك وعين تبكي                | 2           | عبد الرحمن العقل، رشا البلوشي، هيا الشعيبي، جاسم الصالح، محمد دحام، سماح، نبيلة العلي، فيصل المسفر |
| كرسي أبو البنات وكرسي أبو الأولاد | 1           | أحمد الصالح، جاسم الصالح، فيصل المسفر، زهرة الخرجي، مدينة عبد الله، رشا البلوشي، عادل اليحيى، علي البريكي، عبد الناصر الزاير، باسل الدوسري                                                                                          |
| أم الدل والدلال                   | 3           | باسمة حمادة، عبد الناصر الزاير، هيا الشعيبي، محمد دحام، جاسم الصالح، عبد الرزاق خلف، مريم الصالح، عادل اليحيى، سماح، رشا البلوشي، مدينة عبد الله                                                                                    |
| أبو نيه وأبو نيتين                | 2           | عبد الرحمن العقل، شايع الشايع، فيصل المسفر، محمد دحام، أحمد الصالح، عبد الله غلوم، أحمد الهزيم، رشا البلوشي، عبد الرزاق خلف |
| الحورية                           | 2           | عبد الرحمن العقل، سماح، عبد الناصر الزاير، هيا الشعيبي، شايع الشايع، علي البريكي، أحمد الهزيم |
| صنقور                             | 2           | عبد الله غلوم، عبد الرزاق خلف، رشا البلوشي، سماح، مدينة عبد الله، هيا الشعيبي، مريم الصالح، عادل اليحيى، فايز العامر، نبيلة العلي، عبد الناصر الزاير، حسين نصير، أحمد الهزيم                                                        |
| السفينة إللي غرقت                 | 2           | عبد الرحمن العقل، عبد الناصر الزاير، شايع الشايع محمد دحام، عادل اليحيى، نبيلة العلي، أحمد الصالح، علي البريكي، مريم الصالح، مدينة عبد الله، فايز العامر، زهرة الخرجي، سماح، فيصل المسفر                                            |
| جاسر وجهم                         | 2           | عبد الرحمن العقل، رشا البلوشي، عادل اليحيى، فيصل المسفر، عبد الله غلوم، فايز العامر، مدينة عبد الله، نبيلة العلي، هيا الشعيبي، أحمد الصالح                                                                                          |

## وصلات خارجية
- مقدمة المسلسل على يوتيوب